# Dead Kennedys
Die Dead Kennedys (engl. für „Tote Kennedys“) sind eine US-Punk-Band aus dem kalifornischen San Francisco, die von 1978 bis 1986 existierte. Seit 2001 besteht die Band ohne den Sänger Jello Biafra weiter. Ihre Texte kommentieren mit beißendem Humor die Standpunkte linker und rechter Politik, mitunter auch durchaus angreifend in ihrer Wortwahl. Musikalisch verbinden sie die künstlerischen Elemente des „klassischen“ UK-Punk mit der Energie und Geschwindigkeit des US-Punk-Rock. Jello Biafra spielte mit seinem Label Alternative Tentacles eine wichtige Rolle als Sprungbrett für andere Gruppen.

## Geschichte

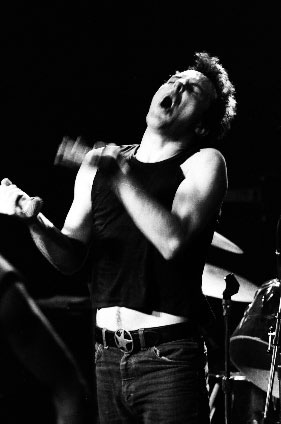
Jello Biafra

Die Dead Kennedys wurden im Juni 1978 gegründet. Die Band bestand aus Jello Biafra (Sänger), East Bay Ray (Gitarrist), Klaus Flouride (Bassist) und Bruce Schlesinger aka. Ted (Schlagzeuger). Anfänglich war auch noch der Gitarrist 6025 (Carlos Cadona) dabei, der jedoch bereits wenig später die Band verließ. Sie spielten einige Konzerte in San Francisco und brachten im Juni 1979 ihre erste Single California über alles auf Alternative Tentacles heraus. Auf ihrer folgenden Tour entlang der US-Ostküste rüttelten sie mit ihren energischen Auftritten die dortige Punk-Szene wieder auf, um die es dort zu dem Zeitpunkt bereits stiller geworden war.
Im Herbst 1980 veröffentlichten sie ihre erste LP, Fresh Fruit for Rotting Vegetables. Ende des Jahres trennte die Band sich von Schlagzeuger Ted aus musikalischen Gründen und fand in D. H. Peligro einen Nachfolger. Über die gesamten 1980er-Jahre tourten sie durch die USA und Europa und verschafften sich so weltweit Gefolgschaft in der Undergroundszene. Ihre Musik, aber insbesondere ihre Texte, attackierten u. a. die religiöse Rechte und Ronald Reagan mit bösem Sarkasmus. Die Band verzichtete dabei auf Personenkult, hielt sich mit privaten Informationen über die Mitglieder zurück und druckte keine Bandfotos auf die Albencover.
Die Veröffentlichung des Albums Frankenchrist (1985) rief das damals neu gegründete Parents Music Resource Center (PMRC) auf den Plan, und die Organisation klagte die Band 1986 wegen Verbreitung jugendgefährdender Inhalte an Minderjährige an. Dabei ging es um ein der Schallplatte beigelegtes Poster mit der Zeichnung Penis Landscape des Schweizer Künstlers HR Giger. Die Anklage verlangte eine Verurteilung jedes Bandmitglieds zu einem Jahr Gefängnis und 20.000 Dollar Strafe. Im Jahr 1987 wurde die Band nach einem dreiwöchigen Prozess von einer Jury mit 7 zu 5 Stimmen freigesprochen, die von der Staatsanwaltschaft geforderte Wiederholung des Verfahrens wurde von der Richterin abgelehnt. Das Album verschwand in den USA jedoch fast vollständig aus den Plattenläden.
Nach der Veröffentlichung der LP Bedtime for Democracy gegen Ende des Jahres 1986 erklärten sich die Dead Kennedys für aufgelöst. Jello Biafra blieb weiterhin in der Punk-Bewegung aktiv, pflegte das Label Alternative Tentacles, gründete unter anderem die Band Lard und brachte einige Spoken-Word-Alben heraus.
Der verbliebene Teil der Band, bestehend aus East Bay Ray, Klaus Flouride und D. H. Peligro, begann 2001 eine Reunion-Tour unter dem Namen DK Kennedys und ersetzte Biafra durch den Sänger Brandon Cruz.

Am 9. Oktober 2007 wurde ein Best-of-Album mit dem Namen Milking the Sacred Cow herausgebracht. Es enthält zwei unveröffentlichte Versionen von Soup Is Good Food und Jock-O-Rama. Cruz’ Nachfolger Jeff Penalty verließ die Band im März 2008. Er wurde von dem früheren Wynona-Riders-Sänger Ron „Skip“ Greer ersetzt.
Am 28. Oktober 2022, drei Tage nach ihrer absolvierten Europa-Tour, gab die Band in den sozialen Netzwerken bekannt, dass der Schlagzeuger D. H. Peligro nach einem Sturz bei sich zu Hause in Los Angeles ein schweres Schädel-Hirn-Trauma erlitten habe, an dessen Folgen er kurze Zeit später verstarb. Bei einer Tournee durch Großbritannien und Irland im Mai 2023 nahm der Argentinier Santi Guardiola seinen Platz ein, der zuvor in Peligros gleichnamiger Band gespielt hatte. Im selben Monat berichteten Medien, dass Peligro mit einem Krebsleiden zu kämpfen hatte und tatsächlich an einer Kombination aus Fentanyl und Heroin gestorben sei.

## Rezeption
Die Liedzeilen „Weil sie dich verplant haben, kannst du nichts anderes tun als aussteigen und nachdenken“ werden in der bekannten Kurzgeschichte Im Spiegel von Margret Steenfatt zitiert.
Die Toten Hosen veröffentlichten 2017 eine Coverversion des Songs California über alles mit Jello Biafra als Gastsänger. Dieser Song ist auf dem Album Learning English Lesson 2 enthalten.

## Diskografie
Einen Überblick über das musikalische Schaffen der Dead Kennedys bietet die Kompilation Give Me Convenience or Give Me Death (Decay), die bekannte Songs wie California über alles und Holiday in Cambodia, aber auch rare Lieder enthält.

### Alben
- 1980: Fresh Fruit for Rotting Vegetables (Cherry Red Records, US: Gold)
- 1981: In God We Trust, Inc. (EP, Alternative Tentacles, UK: Gold)
- 1982: Plastic Surgery Disasters (Alternative Tentacles, UK: Gold)
- 1983: A Skateboard Party (Livealbum, Starving Missile)
- 1985: Frankenchrist (Alternative Tentacles, UK: Silber)
- 1986: Bedtime for Democracy (Alternative Tentacles, UK: Silber)
- 1987: Give Me Convenience or Give Me Death (Kompilation, Alternative Tentacles, US: Gold)
- 2001: Mutiny on the Bay (Livealbum, Manifesto)
- 2004: Live at the Deaf Club (Livealbum, Decay Music)
- 2007: Milking the Sacred Cow (Kompilation, Manifesto)
- 2018: Iguana Studios Rehearsal Tape - San Francisco 1978 (Probeaufnahmen, Manifesto)
- 2019: DK 40 (Kompilation dreier Livealben, Manifesto)

### Singles
- 1979: California über alles
- 1980: Holiday in Cambodia
- 1980: Kill the Poor
- 1981: Nazi Punks Fuck Off!
- 1981: Too Drunk to Fuck
- 1982: Bleed for Me
- 1982: Halloween